# Zbojnická jeskyně
Zbojnická jeskyně je pseudokrasová pískovcová jeskyně, která se nachází v lese v Národní přírodní rezervaci Pulčín - Hradisko v pohoří Javorníky na katastru vesnice Pulčín (místní části obce Francova Lhota) v okrese Vsetín ve Zlínském kraji. Jeskyně má délku chodby cca 2 m, nachází se ve skalisku a má doširoka otevřený portál. Interiér jeskyně připomíná komoru s téměř rovným a suchým dnem. Dle představ, jeskyně mohla být vhodným nocovištěm pro zbojníky a proto se nazývá Zbojnická jeskyně.

## Další informace
Jeskyně se nachází jihovýchodo-východně pod vrcholem Hradisko (773 m n. m.), jihovýchodně pod skalisky Propadlý hrad a severovýchodo-východně od studánky Dobrodějka. K místu nevede turistická značka a z důvodů národní přírodní rezervace není vstup povolen. Jeskyně je vidět z lesní cesty procházející pod jeskyní.

## Galerie

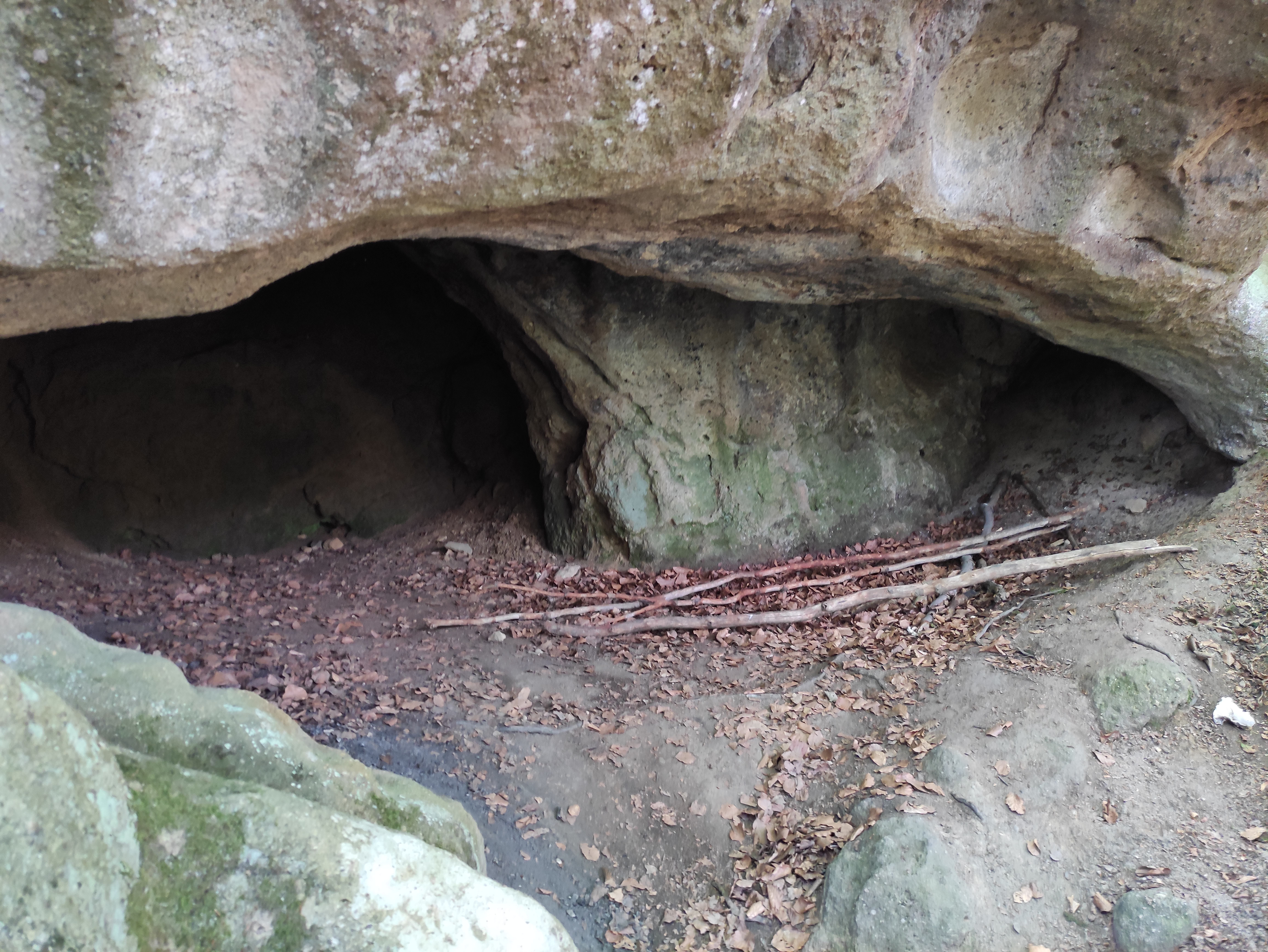
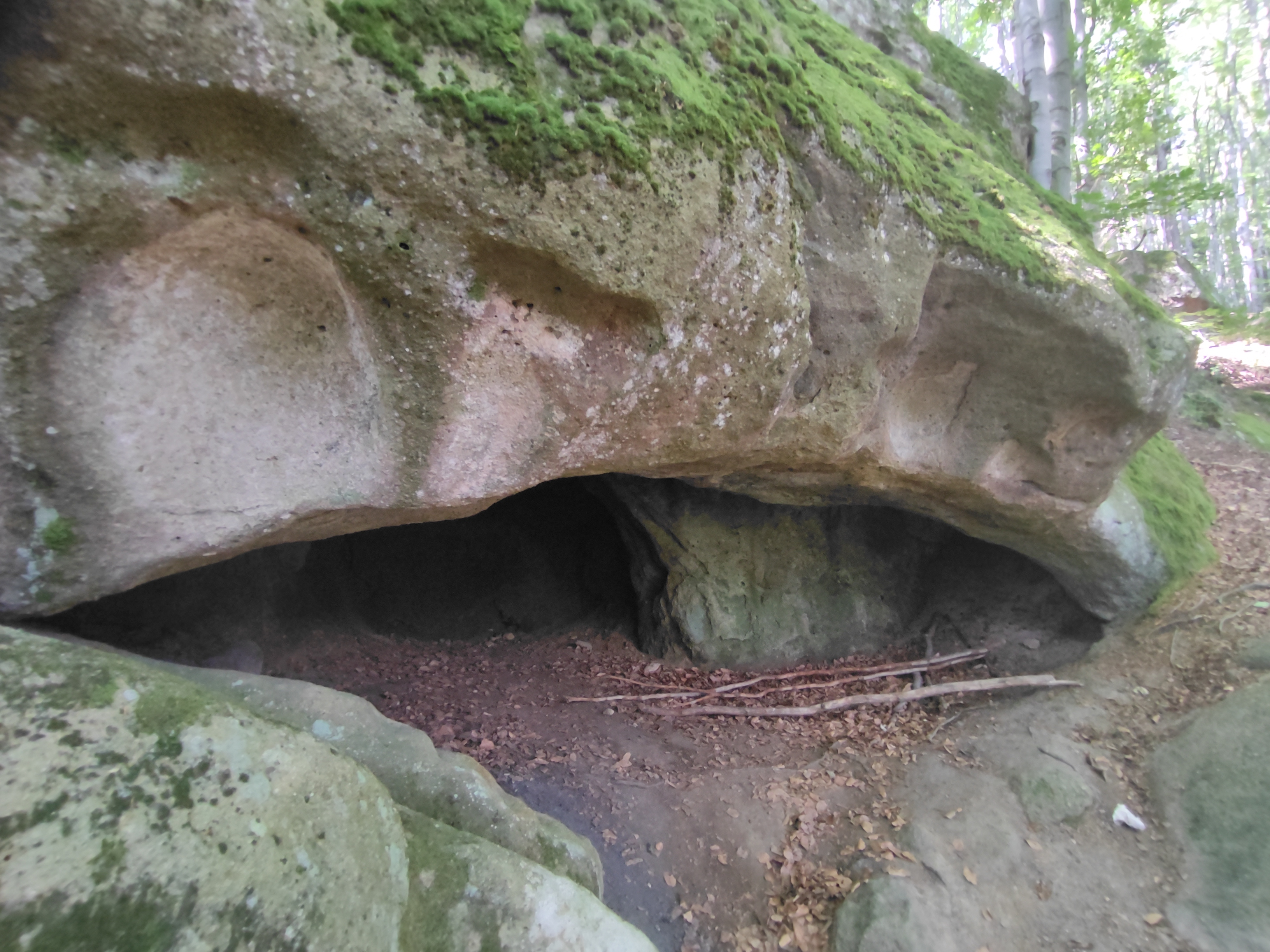